# Rivière Serpent (vattendrag i Kanada, lat 46,90, long -76,07)
Rivière Serpent är ett vattendrag i Kanada.   Det ligger i provinsen Québec, i den sydöstra delen av landet, 170 km norr om huvudstaden Ottawa.
I omgivningarna runt Rivière Serpent växer i huvudsak blandskog. Trakten runt Rivière Serpent är nära nog obefolkad, med mindre än två invånare per kvadratkilometer.